# پایگاه هوایی شیندند

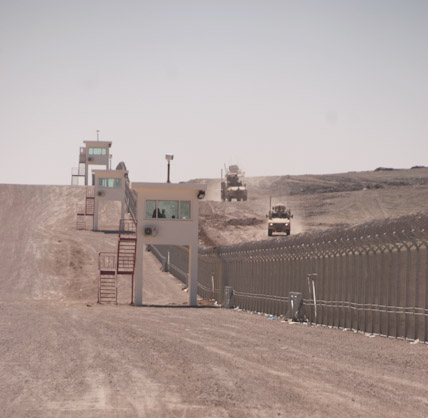
حصار حفاظتی در پایگاه هوایی شیندند که دارای ۵۲ برج نگهبانی است و توسط USACE تکمیل شده است.

میدان هوایی (فرودگاه) شیندند پس از میدان هوایی پگرام دومین فرودگاه بزرگ نظامی افغانستان و دومین پایگاه بزرگ نظامیان خارجی در افغانستان است، هم‌اکنون هیچ پروازی متعلق به دولت افغانستان از این فرودگاه انجام نمی‌شود، این فرودگاه در پی حمله ایالات متحده آمریکا و متحدانش به افغانستان مورد بمباران شدیدی قرار گرفت و هواپیماهای بمب افکن روسی از کار افتاده نیروی هوایی افغانستان از بین رفت.
این پایگاه هوایی افغانستان در بخش غربی افغانستان در ولسوالی شیندند ولایت هرات، در هفت مایلی (۱۱ کیلومتری) شمال شرقی شهر شیندند واقع شده است. باند دارای سطح بتنی است. یک قطعه آسفالته آن را به شاهراه قندهار – هرات، بخشی از شاهراه ۱ (شاهراه حلقوی افغانستان) متصل می‌کند. این پایگاه از اهمیت استراتژیک بالایی برخوردار است زیرا تنها ۱۲۱ کیلومتر با مرز ایران فاصله دارد. این پایگاه هوایی قادر بود بیش از صد هواپیمای نظامی را در خود جای دهد و یکی از بزرگترین پایگاه‌های نیروی هوایی افغانستان بود. برای چندین سال، ۸۳۸امین گروه مشورتی اعزامی نیروی هوایی ایالات متحده در پایگاهی که از مأموریت آموزشی ناتو در افغانستان پشتیبانی می‌کرد، فعالیت می‌کرد. این پایگاه همچنین ممکن است در گذشته توسط آژانس اطلاعات مرکزی (سیا) برای مأموریت‌های نظارتی بر فراز غرب افغانستان که شامل استفاده از پهپاد لاکهید مارتین آرکیو-۱۷۰ سنتینل بود، استفاده شده باشد. «ساخت حصار حفاظتی با ۵۲ برج نگهبانی در پایگاه هوایی شیندند وسعت پایگاه را سه برابر کرد. حفاظت از نیرو جزء اصلی برنامه ساخت و ساز نظامی سپاه مهندسی ارتش ایالات متحده (USACE) در افغانستان بود.» شیندند همچنین تا اوت ۲۰۲۱ میزبان بال سوم نیروی هوایی افغانستان (AAF) بود.
در اوت ۲۰۲۱، پایگاه هوایی شیندند پس از تسلیم شدن توسط نیروهای دولتی به دست طالبان افتاد. آنها تسلیحات و خودروهای ارتش ملی و نیروی هوایی افغانستان را به تصرف خود درآورده است.

## تاریخ
ارتش شوروی در سال ۱۹۶۱ ساخت یک میدان هوایی را در نزدیکی روستای شیندند آغاز کرد و در طول جنگ ۱۹۸۹ اتحاد جماهیر شوروی و افغانستان از این پایگاه استفاده بسیار کرد. کنترل این پایگاه توسط نیروهای دولت اسلامی افغانستان از رئیس‌جمهور محمد نجیب الله صورت می‌گرفت. آنها در سال ۱۹۹۷ پس از تسلط طالبان بر این کشور مجبور به ترک پایگاه شدند و بمب‌گذاری هنگام ورود نیروهای ائتلاف در سال ۲۰۰۲, به باند فرودگاه، خسارات زیادی وارد شد. سپس توسط تیپ ۳، سپاه مرکزی، ارتش ملی افغانستان، با مشاوران ارتش ایالات متحده، در اوت ۲۰۰۴، زمانی که این کشور تحت دولت کرزی بود. عناصر ۳/۴ CAV لشکر ۲۵ پیاده‌نظام دو هفته بعد برای تقویت این نیرو وارد شدند.